# Konstruktionslehre
Das Fach Konstruktionslehre vermittelt die angewandten Grundlagen des Konstruierens. In ihm werden die Grundlagen aus anderen Fächern wie der Technischen Mechanik, Werkstoffkunde oder Thermodynamik zusammengeführt und angewandt, bzw. konstruktionsmethodische Grundlagen vermittelt. Insofern existieren zwei Arten der „Lehre der Konstruktion“:
- Die „klassische Art“ der Konstruktionslehre beruht darauf, dem Lernenden physikalische Grundlagen und wesentliche Maschinenelemente zu vermitteln. Dabei wird das „Wie“ der Anwendung ausgespart und bleibt dem Erfindungsgeist und dem Geschick des Einzelnen überlassen.[1]
- parallel hierzu gibt es als Konstruktionslehre die „Konstruktionsmethodik“, wie sie seit den 1970ern neu an einigen Lehrstühlen Technischer Universitäten eingeführt wurde.[2] Hier wird davon ausgegangen, dass die Grundlagen der Physik, Thermodynamik, Maschinenelementekenntnis- und Auslegung bereits bekannt sind. Vielmehr richtet sich der Fokus der Methodik darauf, das mehr oder minder zufällige Ergebnis der Konstruktion durch systematisches Arbeiten auf eine begründbare Basis zu stellen. Hierbei erhofft man sich eine bessere Messbarkeit des Konstruktionsprozesses, eine Beschleunigung desselben und vor allem fokussiert die Konstruktionsmethodik neuartige Produkte. Kritiker beklagen allerdings aufgrund der Formalisierung einen Verlust an Kreativität im Konstruktionsprozess.

## Konstruktionsmethodik
Wegen des noch relativ geringen Alters der Konstruktionsmethodik variieren die Bezeichnungen und Inhalte des Faches selbst zwischen den methodisch ausgerichteten Universitäten maßgeblich. Auch wenn die Zugehörigkeit zu einer speziellen „Schule“, wie z. B. der „Ilmenauer Schule“, der „Braunschweiger Schule“ oder der „Darmstädter Schule“ vielen Studenten nicht bewusst ist, so lassen sich doch wesentliche Kenntnisunterschiede ausmachen.

## Konstruktionstechnik
Die Konstruktionslehre ist ein zentraler Lehrstoff in den technischen Ausbildungen von Technikerschulen und Universitäten. Beispielhafte Fachbereiche hierfür sind Feinwerktechnik, Luft- und Raumfahrttechnik, Produktionstechnik, Fahrzeugtechnik und Maschinenbau; dort auch als Maschinenkonstruktionslehre oder MKL bezeichnet.
Jüngste Diskussionen werfen die Frage auf, inwieweit externalisierte Kosten stärker in den Bewertungsmethoden des methodischen Konstruierens zu berücksichtigen seien. Klaus Kornwachs plädierte 2021 im Zuge dessen dafür, Reversibilität als „Kriterium der Technikbewertung“ zu berücksichtigen.

## Ziel und Zweck der methodischen Konstruktionslehre
- die Entwicklung qualitativ besserer und wirtschaftlicherer Produkte,
- die Rationalisierung und Schaffung von Voraussetzungen zur Automatisierung von Konstruktionsprozessen (CAD),
- die Schaffung einer Lehre zur besseren und schnelleren Ausbildung von Konstrukteuren,
- die Schaffung von Regeln und Vorgehensweisen, die allgemeingültig und nicht objektgebunden sind sowie für bestimmte Fragestellungen alle existenten Lösungen liefern.

Konstruktionsmethodik soll:
- problemlösende Kreativität ermöglichen, das heißt, sie muss prinzipiell bei jeder Konstruktionstätigkeit branchenunabhängig sein,
- erfindungs- und erkenntnisfördernd sein, das heißt, sie soll systematisch das Finden optimaler Lösungen erleichtern,
- mit Begriffen, Methoden und Erkenntnissen anderer Disziplinen verträglich sein,
- Lösungen nicht zufallsbedingt erzeugen, sondern ausgehend von der Abstraktion des Problems in alternativen Konkretisierungsstufen mit Variantenvergleichen geplant entwickeln,
- Lösungen auf verwandte Aufgaben leicht übertragen lassen,
- geeignet sein für den Einsatz elektronischer Datenverarbeitungsanlagen,
- lehr- und erlernbar sein,
- den Erkenntnissen der Arbeitswissenschaften entsprechen, Arbeit erleichtern, Zeit sparen, Fehlentscheidungen vermeiden und tätige, motivierte Mitarbeit gewährleisten.

## Arbeitsfluss beim Konstruieren
- Klären der Aufgabenstellung: dient zur Informationsbeschaffung über die Anforderungen, die an die Lösung gestellt werden, sowie über die bestehenden Bedingungen und ihre Bedeutung. Das Ergebnis ist die informative Festlegung in einer Anforderungsliste (Lastenheft), die stets auf dem neuesten Stand gehalten werden muss.

- Konzipieren: ist der Teil des Konstruierens, der nach Klären der Aufgabenstellung durch Abstrahieren auf die wesentlichen Probleme (etwa per Black-Box- bzw. Input-Output-Diagramm), Aufstellen von Funktionsstrukturen und durch Suche nach geeigneten Wirkprinzipien und deren Kombination in einer Wirkstruktur die prinzipielle Lösung festlegt. Das Konzipieren ist die prinzipielle Festlegung einer Lösung. Die Darstellungsform kann z. B. ein Schaltplan, ein Flussdiagramm, eine Strichskizze oder eine grobmaßstäbliche Zeichnung sein. Eine dauerhafte und erfolgreiche konstruktive Lösung entsteht durch die Wahl des zweckmäßigsten Prinzips und nicht durch die Überbetonung konstruktiver Feinheiten. Die erarbeiteten Lösungsvarianten müssen bewertet werden. Man entscheidet sich aufgrund der Bewertung für das weiter zu verfolgende Konzept. Der Konstruktionsprozess wird auf der konkreten Ebene des Entwerfens fortgesetzt.

- Entwerfen: ist der Teil des Konstruierens, der für ein technisches Gebilde von der prinzipiellen Lösung ausgehend die Baustruktur nach technischen und wirtschaftlichen Gesichtspunkten eindeutig und vollständig erarbeitet. Das Entwerfen ist die gestalterische Festlegung einer Lösung. In vielen Fällen wird man mehrere maßstäbliche Entwürfe als vorläufige Entwürfe erstellen müssen, um die Vor- und Nachteile der einzelnen Varianten besser beurteilen zu können. Ein häufiger und typischer Vorgang ist es, dass nach dem Bewerten der einzelnen Varianten eine besonders favorisiert erscheint, aber durch Teillösungen der anderen, in der Gesamtheit nicht so günstig erscheinenden Vorschläge befruchtet und verbessert werden kann. Der endgültige Gesamtentwurf stellt dann schon eine Kontrolle der Funktion, der Haltbarkeit, der räumlichen Verträglichkeit usw. dar, wobei sich die Anforderungen bezüglich der Kosten nun spätestens hier als erfüllbar darstellen müssen.

- Ausarbeiten: ist der Teil des Konstruierens, der die Baustruktur eines technischen Gebildes durch endgültige Vorschriften für Form, Bemessung und Oberflächenbeschaffenheit aller Einzelteile, Festlegen aller Werkstoffe, Überprüfung der Herstellmöglichkeiten sowie der endgültigen Kosten ergänzt, und die verbindlichen zeichnerischen und sonstigen Unterlagen für seine stoffliche Verwirklichung schafft. Das Ergebnis des Ausarbeitens ist die herstellungstechnische Festlegung der Lösung.

## Lehrinhalte
Lehrinhalte des Fachs Konstruktionslehre im Sinn Maschinenelemente sind beispielsweise:
- Die eigentlichen Maschinenelemente selbst (Schrauben, Bolzen, Zahnräder, Kugellager, Kupplungen, Getriebe, Bremsen, Verbindungselemente, …)
- Allgemeine Themengebiete wie Normen, Toleranzen, Passungen, Oberflächenbeschaffenheit
- Die Bemessung (rechnerische Auslegung) dieser Elemente.

Lehrinhalte der Konstruktionslehre in konstruktionsmethodischem Sinne sind beispielsweise:
- morphologische Methoden („morphologischer Kasten“)
- Ideenfindungsmethoden wie
  - Brainstorming
  - Methode 635
  - TRIZ
  - Synektik
- Arbeit mit Konstruktionskatalogen
- Abstraktionswerkzeuge wie z. B.
  - allgemeine Funktionsstruktur
  - spezielle Funktionsstruktur
  - logische Funktionsstruktur
  - Getriebeschaubild
- Methoden zur systematischen Variation
- Aufbau und Ermittlung einer Anforderungsliste
- Kostenabschätzungen
- Analogiebetrachtungen
- Gestaltungsprinzipien, wie
  - Funktionstrennung
  - Funktionsintegration
  - Kompensation

und weitere.